# 수마트라자이언트땃쥐
수마트라자이언트땃쥐(Crocidura lepidura)는 땃쥐과에 속하는 포유류의 일종이다. 인도네시아 수마트라섬의 토착종으로 섬 서부의 우림과 섬 남부와 동부 지역의 산비탈에서 발견된다. 해발 2,000미터까지 발견되며, 주로 1,500-1,800미터에서 서식한다.